# Liste de jeux Xbox Game Studios
La liste de jeux Xbox Game Studios répertorie les jeux vidéo édités et/ou développés par Xbox Game Studios (ou sous les précédents noms de l'entité) sur au moins un territoire et au moins une plate-forme. La date indiquée correspond à la sortie européenne ou internationale du jeu (sauf pour les jeux dont la date de sortie exacte n'est pas précisée).
Ce tableau exclut les DLC's.

## Années 1990
| Titre                                        | Plate-forme       | Date de sortie    | Développeur                         |
| -------------------------------------------- | ----------------- | ----------------- | ----------------------------------- |
| Microsoft Golf                               | Microsoft Windows | 14 décembre 1992  | Access Software                     |
| Microsoft Space Simulator                    | Microsoft Windows | 1er novembre 1994 | The Bruce Artwick Organization Ltd. |
| Hover!                                       | Microsoft Windows | 1er août 1995     | Microsoft Games                     |
| Fury3                                        | Microsoft Windows | 31 août 1995      | Terminal Reality                    |
| Flight Simulator 95                          | Microsoft Windows | 7 novembre 1996   | Microsoft Games                     |
| Close Combat                                 | Microsoft Windows | 30 juin 1996      | Atomic Games                        |
| Hellbender                                   | Microsoft Windows | 31 août 1996      | Terminal Reality                    |
| Monster Truck Madness                        | Microsoft Windows | 31 août 1996      | Terminal Reality                    |
| NBA Full Court Press                         | Microsoft Windows | 3 octobre 1996    | Beam Software                       |
| Deadly Tide                                  | Microsoft Windows | 31 octobre 1996   | Rainbow Studios                     |
| Gex                                          | Microsoft Windows | 7 novembre 1996   | Crystal Dynamics                    |
| Microsoft Soccer                             | Microsoft Windows | 7 novembre 1996   | Microsoft Games                     |
| Flight Simulator 98                          | Microsoft Windows | 16 septembre 1997 | Microsoft Games                     |
| Close Combat: A Bridge Too Far               | Microsoft Windows | 30 septembre 1997 | Atomic Games                        |
| Age of Empires                               | Microsoft Windows | 15 octobre 1997   | Ensemble Studios                    |
| CART Precision Racing                        | Microsoft Windows | 20 novembre 1997  | Terminal Reality                    |
| Fighter Ace                                  | Microsoft Windows | 31 décembre 1997  | VR-1 Entertainment                  |
| Outwars                                      | Microsoft Windows | 17 avril 1998     | SingleTrac                          |
| Microsoft Golf 1998 Edition                  | Microsoft Windows | 30 avril 1998     | Friendly Software                   |
| Monster Truck Madness 2                      | Microsoft Windows | 30 avril 1998     | Terminal Reality                    |
| UltraCorps                                   | Microsoft Windows | 25 juin 1998      | VR-1 Entertainment                  |
| Motocross Madness                            | Microsoft Windows | 31 juillet 1998   | Rainbow Studios                     |
| Urban Assault                                | Microsoft Windows | 31 juillet 1998   | TerraTools                          |
| Links LS 1999                                | Microsoft Windows | 1er octobre 1998  | Access Software                     |
| Combat Flight Simulator                      | Microsoft Windows | 28 octobre 1998   | Microsoft Games                     |
| Age of Empires: The Rise of Rome (extension) | Microsoft Windows | 18 novembre 1998  | Ensemble Studios                    |
| Microsoft Golf 1999 Edition                  | Microsoft Windows | 2 décembre 1998   | Friendly Software                   |
| Microsoft Pinball Arcade                     | Microsoft Windows | 15 décembre 1998  | Microsoft Games                     |
| Close Combat III: The Russian Front          | Microsoft Windows | 31 décembre 1998  | Atomic Games                        |
| Midtown Madness                              | Microsoft Windows | 30 avril 1999     | Angel Studios                       |
| Links Extreme                                | Microsoft Windows | 27 mai 1999       | Access Software                     |
| Microsoft Baseball 2000                      | Microsoft Windows | 1er juillet 1999  | WizBang! Software Productions       |
| NFL Fever 2000                               | Microsoft Windows | 24 août 1999      | Microsoft Games                     |
| Age of Empires II: The Age of Kings          | Microsoft Windows | 30 septembre 1999 | Ensemble Studios                    |
| Pandora's Box                                | Microsoft Windows | 30 septembre 1999 | Alexey Pajitnov                     |
| Microsoft International Soccer 2000          | Microsoft Windows | 20 octobre 1999   | Rage Software                       |
| Flight Simulator 2000                        | Microsoft Windows | 21 octobre 1999   | Microsoft Games                     |
| Asheron's Call                               | Microsoft Windows | 2 novembre 1999   | Turbine Entertainment Software      |
| Links LS 2000                                | Microsoft Windows | 3 novembre 1999   | Access Software                     |

## Années 2000
| Titre                                                  | Plate-forme              | Date de sortie    | Développeur                                   |
| ------------------------------------------------------ | ------------------------ | ----------------- | --------------------------------------------- |
| Allegiance                                             | Microsoft Windows        | 16 mars 2000      | Microsoft Research                            |
| Microsoft Baseball 2001                                | Microsoft Windows        | 31 mars 2000      | WizBang! Software Productions                 |
| Starlancer                                             | Microsoft Windows        | 31 mars 2000      | Digital Anvil                                 |
| Motocross Madness 2                                    | Microsoft Windows        | 26 mai 2000       | Rainbow Studios                               |
| NBA Inside Drive 2000                                  | Microsoft Windows        | 17 août 2000      | High Voltage Software                         |
| Age of Empires II: The Conquerors (extension)          | Microsoft Windows        | 16 septembre 2000 | Ensemble Studios                              |
| Crimson Skies                                          | Microsoft Windows        | 17 septembre 2000 | Zipper Interactive                            |
| Midtown Madness 2                                      | Microsoft Windows        | 21 septembre 2000 | Angel Studios                                 |
| Combat Flight Simulator 2                              | Microsoft Windows        | 13 octobre 2000   | Microsoft Games                               |
| Links 2001                                             | Microsoft Windows        | 28 octobre 2000   | Access Software                               |
| MechWarrior 4: Vengeance                               | Microsoft Windows        | 22 novembre 2000  | FASA Interactive                              |
| MechCommander 2                                        | Microsoft Windows        | 17 juillet 2001   | FASA Interactive                              |
| Microsoft Train Simulator                              | Microsoft Windows        | 20 juillet 2001   | Kuju Entertainment                            |
| Zoo Tycoon                                             | Microsoft Windows        | 14 novembre 2001  | Blue Fang Games                               |
| MechWarrior 4: Black Knight                            | Microsoft Windows        | 9 novembre 2001   | FASA Interactive                              |
| Azurik: Rise of Perathia                               | Xbox                     | 15 décembre 2001  | Adrenium Games                                |
| Fuzion Frenzy                                          | Xbox                     | 15 novembre 2001  | Blitz Games                                   |
| Halo: Combat Evolved                                   | Xbox                     | 15 novembre 2001  | Bungie Studios                                |
| NFL Fever 2002                                         | Xbox                     | 15 novembre 2001  | Microsoft Game Studios                        |
| Oddworld: Munch's Oddysee                              | Xbox                     | 15 novembre 2001  | Oddworld Inhabitants                          |
| Project Gotham Racing                                  | Xbox                     | 15 novembre 2001  | Bizarre Creations                             |
| Amped: Freestyle Snowboarding                          | Xbox                     | 19 novembre 2001  | Indie Built                                   |
| Flight Simulator 2002                                  | Microsoft Windows        | 21 novembre 2001  | Microsoft Games                               |
| Blood Wake                                             | Xbox                     | 25 décembre 2001  | Stormfront Studios                            |
| NightCaster                                            | Xbox                     | 26 décembre 2001  | VR1 Entertainment                             |
| NBA Inside Drive 2002                                  | Xbox                     | 21 janvier 2002   | High Voltage Software                         |
| Sneakers                                               | Xbox                     | 22 février 2002   | Media.Vision                                  |
| Rallisport Challenge                                   | Xbox                     | 4 mars 2002       | Digital Illusions CE                          |
| Dungeon Siege                                          | Microsoft Windows        | 5 avril 2002      | Gas Powered Games                             |
| Zoo Tycoon: Dinosaur Digs (extension)                  | Microsoft Windows        | 19 mai 2002       | Blue Fang Games                               |
| NFL Fever 2003                                         | Xbox                     | 5 août 2002       | Microsoft Game Studios                        |
| Quantum Redshift                                       | Xbox                     | 17 septembre 2002 | Curly Monsters                                |
| Blinx: The Time Sweeper                                | Xbox                     | 7 octobre 2002    | Artoon                                        |
| Whacked!                                               | Xbox                     | 8 octobre 2002    | Presto Studios                                |
| NBA Inside Drive 2003                                  | Xbox                     | 15 octobre 2002   | High Voltage Software                         |
| Combat Flight Simulator 3: Battle for Europe           | Microsoft Windows        | 24 octobre 2002   | Microsoft Game Studios                        |
| Zoo Tycoon: Marine Mania (extension)                   | Microsoft Windows        | 27 octobre 2002   | Blue Fang Games                               |
| Age of Mythology                                       | Microsoft Windows        | 30 octobre 2002   | Ensemble Studios                              |
| Rallisport Challenge                                   | Microsoft Windows        | 6 novembre 2002   | Digital Illusions CE                          |
| MechWarrior 4: Mercenaries                             | Microsoft Windows        | 7 novembre 2002   | FASA Interactive                              |
| Kakuto Chojin: Back Alley Brutal                       | Xbox                     | 11 novembre 2002  | Dream Publishing                              |
| MechAssault                                            | Xbox                     | 15 novembre 2002  | Day 1 Studios                                 |
| Asheron's Call 2: Fallen Kings                         | Microsoft Windows        | 22 novembre 2002  | Turbine Entertainment Software                |
| Kung Fu Chaos                                          | Xbox                     | 24 février 2003   | Just Add Monsters                             |
| Freelancer                                             | Microsoft Windows        | 4 mars 2003       | Digital Anvil                                 |
| Tao Feng: Fist of the Lotus                            | Xbox                     | 18 mars 2003      | Studio Gigante                                |
| N.U.D.E.@ Natural Ultimate Digital Experiment          | Xbox                     | 24 avril 2003     | Red Entertainment                             |
| Impossible Creatures                                   | Microsoft Windows        | 20 mai 2003       | Relic Entertainment                           |
| Rise of Nations                                        | Microsoft Windows        | 20 mai 2003       | Big Huge Games                                |
| Brute Force                                            | Xbox                     | 27 mai 2003       | Digital Anvil                                 |
| Midtown Madness 3                                      | Xbox                     | 17 juin 2003      | Digital Illusions CE                          |
| Flight Simulator 2004 : Un siècle d'aviation           | Microsoft Windows        | 29 juillet 2003   | Microsoft Game Studios                        |
| NFL Fever 2004                                         | Xbox                     | 27 août 2003      | Microsoft Game Studios                        |
| Voodoo Vince                                           | Xbox                     | 23 septembre 2003 | Beep Industries                               |
| Halo: Combat Evolved                                   | Microsoft Windows        | 30 septembre 2003 | Bungie Studios; Gearbox Software (portage PC) |
| Crimson Skies: High Road to Revenge                    | Xbox                     | 21 octobre 2003   | FASA Studio                                   |
| Grabbed by the Ghoulies                                | Xbox                     | 21 octobre 2003   | Rare                                          |
| Xbox Music Mixer                                       | Xbox                     | 27 octobre 2003   | Wild Tangent                                  |
| Amped 2                                                | Xbox                     | 28 octobre 2003   | Indie Built                                   |
| Top Spin                                               | Xbox                     | 28 octobre 2003   | PAM Development                               |
| Age of Mythology: The Titans (extension)               | Microsoft Windows        | 29 octobre 2003   | Ensemble Studios                              |
| Magatama                                               | Xbox                     | Novembre 2003     | Microsoft Game Studios                        |
| Links 2004                                             | Xbox                     | 11 novembre 2003  | Indie Built                                   |
| Dungeon Siege: Legends of Aranna (extension)           | Microsoft Windows        | 12 novembre 2003  | Gas Powered Games                             |
| Counter-Strike                                         | Xbox                     | 18 novembre 2003  | Valve                                         |
| NBA Inside Drive 2004                                  | Xbox                     | 18 novembre 2003  | High Voltage Software                         |
| NHL Rivals 2004                                        | Xbox                     | 18 novembre 2003  | Microsoft Game Studios                        |
| Project Gotham Racing 2                                | Xbox                     | 18 novembre 2003  | Bizarre Creations                             |
| RalliSport Challenge 2                                 | Xbox                     | 4 mai 2004        | Digital Illusions CE                          |
| Rise of Nations: Thrones and Patriots (extension)      | Microsoft Windows        | 21 mai 2004       | Big Huge Games                                |
| Sudeki                                                 | Xbox                     | 20 juillet 2004   | Climax                                        |
| Fable                                                  | Xbox                     | 14 septembre 2004 | Lionhead Studios; Big Blue Box Studios        |
| Phantom Dust                                           | Xbox                     | 23 septembre 2004 | Microsoft Game Studios                        |
| OutRun 2                                               | Xbox                     | 1er octobre 2004  | Sumo Digital                                  |
| Kingdom Under Fire: The Crusaders                      | Xbox                     | 12 octobre 2004   | Phantagram                                    |
| Project Zero II: Crimson Butterfly                     | Xbox                     | 1er novembre 2004 | Tecmo                                         |
| Halo 2                                                 | Xbox                     | 9 novembre 2004   | Bungie Studios                                |
| Blinx 2: Masters of Time and Space                     | Xbox                     | 16 novembre 2004  | Artoon                                        |
| Zoo Tycoon 2                                           | Microsoft Windows        | 26 novembre 2004  | Blue Fang Games                               |
| MechAssault 2: Lone Wolf                               | Xbox                     | 28 décembre 2004  | Day 1 Studios                                 |
| Jade Empire                                            | Xbox                     | 12 avril 2005     | BioWare                                       |
| Forza Motorsport                                       | Xbox                     | 3 mai 2005        | Turn 10 Studios                               |
| Conker: Live & Reloaded (remasterisation)              | Xbox                     | 21 juin 2005      | Rare                                          |
| Halo 2: Pack de cartes multijoueurs (extension)        | Xbox                     | 5 juillet 2005    | Bungie Studios                                |
| Zillernet                                              | Xbox                     | 10 juillet 2005   | Studio9                                       |
| Dungeon Siege II                                       | Microsoft Windows        | 16 août 2005      | Gas Powered Games                             |
| Fable: The Lost Chapters                               | Microsoft Windows        | 20 septembre 2005 | Lionhead Studios                              |
| Kingdom Under Fire: Heroes                             | Xbox                     | 20 septembre 2005 | Blueside; Phantagram                          |
| Age of Empires III                                     | Microsoft Windows        | 18 octobre 2005   | Ensemble Studios                              |
| Fable: The Lost Chapters                               | Xbox                     | 18 octobre 2005   | Lionhead Studios                              |
| Zoo Tycoon 2: Espèces en danger (extension)            | Microsoft Windows        | 18 octobre 2005   | Blue Fang Games                               |
| Hexic HD                                               | Xbox 360                 | 16 novembre 2005  | Carbonated Games                              |
| Kameo: Elements of Power                               | Xbox 360                 | 22 novembre 2005  | Rare                                          |
| Perfect Dark Zero                                      | Xbox 360                 | 22 novembre 2005  | Rare                                          |
| Project Gotham Racing 3                                | Xbox 360                 | 22 novembre 2005  | Bizarre Creations                             |
| Ninety-Nine Nights                                     | Xbox 360                 | 20 avril 2006     | Q Entertainment; Phantagram                   |
| Rise of Nations: Rise of Legends                       | Microsoft Windows        | 9 mai 2006        | Big Huge Games                                |
| Zoo Tycoon 2: Aventures Africaines (extension)         | Microsoft Windows        | 16 mai 2004       | Blue Fang Games                               |
| Totemball                                              | Xbox 360 (XBLA)          | 4 octobre 2006    | Strange Flavour                               |
| Microsoft Flight Simulator X                           | Microsoft Windows        | 17 octobre 2006   | Aces Game Studio                              |
| Zoo Tycoon 2: Marine Mania (extension)                 | Microsoft Windows        | 17 octobre 2006   | Blue Fang Games                               |
| Zoo Tycoon 2: Zookeeper Collection (compilation)       | Microsoft Windows        | 17 octobre 2006   | Blue Fang Games                               |
| Age of Empires III: The Warchiefs (extension)          | Microsoft Windows        | 20 octobre 2006   | Ensemble Studios                              |
| RoboBlitz                                              | Xbox 360                 | 6 décembre 2006   | Naked Sky Entertainment                       |
| Blue Dragon                                            | Xbox 360                 | 7 décembre 2006   | Mistwalker; Artoon                            |
| Gears of War                                           | Xbox 360                 | 7 novembre 2006   | Epic Games                                    |
| Viva Piñata                                            | Xbox 360                 | 9 novembre 2006   | Rare                                          |
| Fuzion Frenzy 2                                        | Xbox 360                 | 30 janvier 2007   | Hudson Soft                                   |
| Crackdown                                              | Xbox 360                 | 20 février 2007   | Realtime Worlds                               |
| Mahjong Tales: Ancient Wisdom                          | Xbox 360 (XBLA)          | 7 mars 2007       | Creat Studios                                 |
| Jetpac Refuelled                                       | Xbox 360 (XBLA)          | 28 mars 2007      | Rare                                          |
| Pinball FX                                             | Xbox 360 (XBLA)          | 25 avril 2007     | Zen Studios                                   |
| Aegis Wing                                             | Xbox 360 (XBLA)          | 16 mai 2007       | Carbonated Games                              |
| Forza Motorsport 2                                     | Xbox 360                 | 29 mai 2007       | Turn 10 Studios                               |
| Shadowrun                                              | Microsoft Windows        | 29 mai 2007       | FASA Interactive                              |
| Shadowrun                                              | Xbox 360                 | 29 mai 2007       | FASA Interactive                              |
| Halo 2                                                 | Microsoft Windows        | 8 juin 2007       | Bungie Studios                                |
| Tenchu Z                                               | Xbox 360                 | 12 juin 2007      | K2 LLC                                        |
| Project Sylpheed                                       | Xbox 360                 | 29 juin 2007      | Game Arts                                     |
| Marathon 2: Durandal                                   | Xbox 360 (XBLA)          | 1er août 2007     | Freeverse                                     |
| Hexic 2                                                | Xbox 360 (XBLA)          | 15 août 2007      | Carbonated Games                              |
| Halo 3                                                 | Xbox 360                 | 25 septembre 2007 | Bungie Studios                                |
| Project Gotham Racing 4                                | Xbox 360                 | 2 octobre 2007    | Bizarre Creations                             |
| Zoo Tycoon 2: Animaux Disparus (extension)             | Microsoft Windows        | 17 octobre 2007   | Blue Fang Games                               |
| Viva Piñata: Party Animals                             | Xbox 360                 | 30 octobre 2007   | Krome Studios                                 |
| Age of Empires III: The Asian Dynasties (extension)    | Microsoft Windows        | 2 novembre 2007   | Ensemble Studios; Big Huge Games              |
| Microsoft Flight Simulator X: Acceleration (extension) | Microsoft Windows        | 2 novembre 2007   | Aces Game Studio                              |
| Scene It? Lights, Camera, Action                       | Xbox 360                 | 6 novembre 2007   | Screenlife                                    |
| Gears of War                                           | Microsoft Windows        | 6 novembre 2007   | Epic Games; People Can Fly (portage PC)       |
| Viva Piñata                                            | Microsoft Windows        | 6 novembre 2007   | Rare; Climax (portage PC)                     |
| Mass Effect                                            | Xbox 360                 | 20 novembre 2007  | BioWare                                       |
| Kingdom Under Fire: Circle of Doom                     | Xbox 360                 | 5 décembre 2007   | Blueside                                      |
| Lost Odyssey                                           | Xbox 360                 | 6 décembre 2007   | Mistwalker                                    |
| Rez HD                                                 | Xbox 360 (XBLA)          | 30 janvier 2008   | Q Entertainment                               |
| TiQal                                                  | Xbox 360 (XBLA)          | 26 mars 2008      | Slapdash Games                                |
| Rocky and Bullwinkle                                   | Xbox 360 (XBLA)          | 16 avril 2008     | Zen Studios                                   |
| Wits and Wagers                                        | Xbox 360 (XBLA)          | 7 mai 2008        | Hidden Path Entertainment                     |
| Ninja Gaiden II                                        | Xbox 360                 | 3 juin 2008       | Team Ninja                                    |
| Go! Go! Break Steady                                   | Xbox 360 (XBLA)          | 23 juillet 2008   | Little Boy Games                              |
| Braid                                                  | Xbox 360 (XBLA)          | 6 août 2008       | Number None                                   |
| Too Human                                              | Xbox 360                 | 19 août 2008      | Silicon Knights                               |
| Viva Piñata 2 : Pagaille au paradis                    | Xbox 360                 | 2 septembre 2008  | Rare                                          |
| Zoo Tycoon 2: Ultimate Collection                      | Microsoft Windows        | 30 septembre 2008 | Blue Fang Games                               |
| World of Goo                                           | Microsoft Windows (GFWL) | 13 octobre 2008   | 2D Boy                                        |
| Fable II                                               | Xbox 360                 | 21 octobre 2008   | Lionhead Studios                              |
| Portal: Still Alive                                    | Xbox 360 (XBLA)          | 22 octobre 2008   | Valve                                         |
| Scene It? Box Office Smash                             | Xbox 360                 | 28 octobre 2008   | Krome Studios                                 |
| Gears of War 2                                         | Xbox 360                 | 7 novembre 2008   | Epic Games                                    |
| Banjo-Kazooie: Nuts & Bolts                            | Xbox 360                 | 11 novembre 2008  | Rare                                          |
| Lips                                                   | Xbox 360                 | 18 novembre 2008  | iNiS                                          |
| A Kingdom for Keflings                                 | Xbox 360 (XBLA)          | 19 novembre 2008  | NinjaBee                                      |
| Banjo-Kazooie (remasterisation)                        | Xbox 360 (XBLA)          | 26 novembre 2008  | Rare                                          |
| CarneyVale: Showtime                                   | Xbox 360 (XBLA)          | 22 décembre 2008  | Singapore-MIT GAMBIT Game Lab                 |
| The Maw                                                | Xbox 360 (XBLA)          | 21 janvier 2009   | Twisted Pixel Games                           |
| Death Tank                                             | Xbox 360 (XBLA)          | 18 février 2009   | Snowblind Studios                             |
| Halo Wars                                              | Xbox 360                 | 26 février 2009   | Ensemble Studios                              |
| Uno Rush                                               | Xbox 360 (XBLA)          | 25 mars 2009      | Carbonated Games                              |
| The Dishwasher: Dead Samurai                           | Xbox 360 (XBLA)          | 1er avril 2009    | Ska Studios                                   |
| Ninja Blade                                            | Xbox 360                 | 3 avril 2009      | FromSoftware                                  |
| Lode Runner                                            | Xbox 360 (XBLA)          | 22 avril 2009     | Douglas E. Smith                              |
| Banjo-Tooie (remasterisation)                          | Xbox 360 (XBLA)          | 29 avril 2009     | Rare                                          |
| Madballs in Babo: Invasion                             | Xbox 360 (XBLA)          | 15 juillet 2009   | Playbrains                                    |
| 'Splosion Man                                          | Xbox 360 (XBLA)          | 22 juillet 2009   | Twisted Pixel Games                           |
| Trials HD                                              | Xbox 360 (XBLA)          | 12 août 2009      | RedLynx                                       |
| Osmos                                                  | Microsoft Windows (GFWL) | 17 août 2009      | Hemisphere Games                              |
| Shadow Complex                                         | Xbox 360 (XBLA)          | 19 août 2009      | Epic Games; Chair Entertainment               |
| Age of Empires III: Complete Collection (compilation)  | Microsoft Windows        | 15 septembre 2009 | Ensemble Studios; Big Huge Games              |
| Halo 3: ODST                                           | Xbox 360                 | 22 septembre 2009 | Bungie Studios                                |
| Lips: Number One Hits                                  | Xbox 360                 | 20 octobre 2009   | iNiS                                          |
| Forza Motorsport 3                                     | Xbox 360                 | 23 octobre 2009   | Turn 10 Studios                               |
| Lips: Canta en Español                                 | Xbox 360                 | 13 novembre 2009  | iNiS                                          |

## Années 2010
| Titre                                                       | Plate-forme              | Date de sortie    | Développeur                                               | Notes           |
| ----------------------------------------------------------- | ------------------------ | ----------------- | --------------------------------------------------------- | --------------- |
| Mahjong Tales: Ancient Wisdom                               | Microsoft Windows (GFWL) | 22 février 2010   | Creat Studios                                             |                 |
| Lips: Party Classics                                        | Xbox 360                 | 26 février 2010   | iNiS                                                      |                 |
| Toy Soldiers                                                | Xbox 360 (XBLA)          | 3 mars 2010       | Signal Studios                                            |                 |
| Perfect Dark (remasterisation)                              | Xbox 360 (XBLA)          | 17 mars 2010      | Rare; 4J Studios (portage Xbox 360)                       |                 |
| A Kingdom for Keflings                                      | Microsoft Windows (GFWL) | 20 mars 2010      | NinjaBee                                                  |                 |
| Lips: I Love the 80's                                       | Xbox 360                 | 2 avril 2010      | iNiS                                                      |                 |
| Alan Wake                                                   | Xbox 360                 | 14 mai 2010       | Remedy Entertainment                                      |                 |
| Snoopy Flying Ace                                           | Xbox 360 (XBLA)          | 2 juin 2010       | WildWorks                                                 |                 |
| Crackdown 2                                                 | Xbox 360                 | 6 juillet 2010    | Ruffian Games                                             |                 |
| Limbo                                                       | Xbox 360 (XBLA)          | 21 juillet 2010   | Playdead                                                  |                 |
| Hydro Thunder Hurricane                                     | Xbox 360 (XBLA)          | 28 juillet 2010   | Vector Unit                                               |                 |
| Monday Night Combat                                         | Xbox 360 (XBLA)          | 11 août 2010      | Uber Entertainment                                        |                 |
| Halo: Reach                                                 | Xbox 360                 | 14 septembre 2010 | Bungie Studios                                            |                 |
| Hydrophobia                                                 | Xbox 360 (XBLA)          | 29 septembre 2010 | Dark Energy Digital                                       |                 |
| Comic Jumper: The Adventures of Captain Smiley              | Xbox 360 (XBLA)          | 6 octobre 2010    | Twisted Pixel Games                                       |                 |
| Kinect Sports                                               | Xbox 360                 | 9 octobre 2010    | Rare                                                      |                 |
| CarneyVale: Showtime                                        | Windows Phone            | 18 octobre 2010   | Singapore-MIT GAMBIT Game Lab                             |                 |
| Fable III                                                   | Xbox 360                 | 26 octobre 2010   | Lionhead Studios                                          |                 |
| Pinball FX 2                                                | Xbox 360 (XBLA)          | 27 octobre 2010   | Zen Studios                                               |                 |
| CarneyVale: Showtime                                        | Microsoft Windows (GFWL) | 1er novembre 2010 | Singapore-MIT GAMBIT Game Lab                             |                 |
| Kinect Adventures!                                          | Xbox 360                 | 4 novembre 2010   | Good Science Studio                                       |                 |
| Kinectimals                                                 | Xbox 360                 | 4 novembre 2010   | Frontier Developments                                     |                 |
| Kinect Joy Ride                                             | Xbox 360                 | 4 novembre 2010   | BigPark                                                   |                 |
| Ilomilo                                                     | Windows Phone            | 8 novembre 2010   | Southend Interactive; Microsoft Game Studios              |                 |
| Ilomilo                                                     | Xbox 360 (XBLA)          | 26 novembre 2010  | Southend Interactive; Microsoft Game Studios              |                 |
| Harms Way                                                   | Xbox 360 (XBLA)          | 8 décembre 2010   | Bongfish                                                  |                 |
| A World of Keflings                                         | Xbox 360 (XBLA)          | 22 décembre 2010  | NinjaBee                                                  |                 |
| Raskulls                                                    | Xbox 360 (XBLA)          | 29 décembre 2010  | Halfbrick Studios                                         |                 |
| Torchlight                                                  | Xbox 360 (XBLA)          | 9 mars 2011       | Runic Games                                               |                 |
| Full House Poker                                            | Xbox 360 (XBLA)          | 16 mars 2011      | Krome Studios                                             |                 |
| Full House Poker                                            | Windows Phone            | 16 mars 2011      | Krome Studios                                             |                 |
| The Dishwasher: Vampire Smile                               | Xbox 360 (XBLA)          | 6 avril 2011      | Ska Studios                                               |                 |
| Fable III                                                   | Microsoft Windows        | 17 mai 2011       | Lionhead Studios                                          |                 |
| Iron Brigade                                                | Xbox 360 (XBLA)          | 22 juin 2011      | Double Fine Productions                                   |                 |
| Ms. Splosion Man                                            | Xbox 360 (XBLA)          | 13 juillet 2011   | Twisted Pixel Games                                       |                 |
| Insanely Twisted Shadow Planet                              | Xbox 360 (XBLA)          | 3 août 2011       | Shadow Planet Productions                                 |                 |
| Fruit Ninja Kinect                                          | Xbox 360                 | 10 août 2011      | Halfbrick                                                 |                 |
| Age of Empires Online                                       | Microsoft Windows (GFWL) | 16 août 2011      | Robot Entertainment                                       |                 |
| Toy Soldiers: Cold War                                      | Xbox 360 (XBLA)          | 17 août 2011      | Signal Studios                                            |                 |
| Crimson Alliance                                            | Xbox 360 (XBLA)          | 7 septembre 2011  | Certain Affinity                                          |                 |
| The Gunstringer                                             | Xbox 360                 | 13 septembre 2011 | Twisted Pixel Games                                       |                 |
| Radiant Silvergun                                           | Xbox 360 (XBLA)          | 14 septembre 2011 | Treasure                                                  |                 |
| Gears of War 3                                              | Xbox 360                 | 20 septembre 2011 | Epic Games                                                |                 |
| Orcs Must Die!                                              | Xbox 360 (XBLA)          | 5 octobre 2011    | Robot Entertainment                                       |                 |
| Kinectimals                                                 | Windows Phone            | 10 octobre 2011   | Frontier Developments                                     |                 |
| Forza Motorsport 4                                          | Xbox 360                 | 13 octobre 2011   | Turn 10 Studios                                           |                 |
| Dance Central 2                                             | Xbox 360                 | 21 octobre 2011   | Harmonix                                                  |                 |
| Shuffle Party                                               | Windows Phone            | 3 novembre 2011   | Babaroga                                                  |                 |
| Fusion: Genesis                                             | Xbox 360 (XBLA)          | 9 novembre 2011   | Starfire Studios                                          |                 |
| Halo: Combat Evolved Anniversary (remake)                   | Xbox 360                 | 15 novembre 2011  | 343 Industries Saber Interactive                          |                 |
| Kinect: Disneyland Adventures                               | Xbox 360                 | 15 novembre 2011  | Frontier Developments                                     |                 |
| Kinectimals                                                 | iOS                      | 13 décembre 2011  | Frontier Developments                                     |                 |
| Haunt                                                       | Xbox 360 (XBLA)          | 18 janvier 2012   | NanaOn-Sha                                                |                 |
| Alan Wake's American Nightmare                              | Xbox 360 (XBLA)          | 22 février 2012   | Remedy Entertainment                                      |                 |
| Microsoft Flight                                            | Microsoft Windows (GFWL) | 29 février 2012   | Microsoft Game Studios Vancouver                          |                 |
| Kinect Rush: A Disney-Pixar Adventure                       | Xbox 360                 | 20 mars 2012      | Asobo Studio                                              |                 |
| South Park: Tenorman's Revenge                              | Xbox 360 (XBLA)          | 20 mars 2012      | Other Ocean Interactive                                   |                 |
| Sine Mora                                                   | Xbox 360 (XBLA)          | 21 mars 2012      | Grasshopper Manufacture                                   |                 |
| Kinect Star Wars                                            | Xbox 360                 | 3 avril 2012      | Terminal Reality                                          |                 |
| Diabolical Pitch                                            | Xbox 360 (XBLA)          | 4 avril 2012      | Grasshopper Manufacture                                   |                 |
| The Splatters                                               | Xbox 360 (XBLA)          | 11 avril 2012     | SpikySnail                                                |                 |
| Fez                                                         | Xbox 360 (XBLA)          | 13 avril 2012     | Polytron Corporation                                      |                 |
| Insanely Twisted Shadow Planet                              | Microsoft Windows (GFWL) | 17 avril 2012     | Shadow Planet Productions                                 |                 |
| Bloodforge                                                  | Xbox 360 (XBLA)          | 25 avril 2012     | Climax Studios                                            |                 |
| Toy Soldiers                                                | Microsoft Windows (GFWL) | 27 avril 2012     | Signal Studios                                            |                 |
| Fable Heroes                                                | Xbox 360 (XBLA)          | 2 mai 2012        | Lionhead Studios                                          |                 |
| Minecraft                                                   | Xbox 360                 | 9 mai 2012        | Mojang                                                    |                 |
| Dragon's Lair                                               | Xbox 360 (XBLA)          | 18 mai 2012       | Digital Leisure                                           |                 |
| Joy Ride Turbo                                              | Xbox 360 (XBLA)          | 23 mai 2012       | BigPark                                                   |                 |
| Spelunky                                                    | Xbox 360 (XBLA)          | 4 juillet 2012    | Mossmouth                                                 |                 |
| Dungeon Fighter LIVE: Fall of Hendon Myre                   | Xbox 360 (XBLA)          | 12 juillet 2012   | Nexon                                                     |                 |
| Wreckateer                                                  | Xbox 360 (XBLA)          | 25 juillet 2012   | Iron Galaxy Studios                                       |                 |
| Adera                                                       | Microsoft Windows (GFWL) | 1er août 2012     | HitPoint Studios                                          |                 |
| Deadlight                                                   | Xbox 360 (XBLA)          | 1er août 2012     | Tequila Works                                             |                 |
| Iron Brigade                                                | Microsoft Windows (GFWL) | 13 août 2012      | Double Fine Productions                                   |                 |
| Dust: An Elysian Tail                                       | Xbox 360 (XBLA)          | 15 août 2012      | Humble Hearts                                             |                 |
| Mark of the Ninja                                           | Xbox 360 (XBLA)          | 7 septembre 2012  | Klei Entertainment                                        |                 |
| Joe Danger 2: The Movie                                     | Xbox 360 (XBLA)          | 14 septembre 2012 | Hello Games                                               |                 |
| Fire Pro Wrestling                                          | Xbox 360 (XBLA)          | 21 septembre 2012 | Spike Chunsoft                                            |                 |
| Fable: The Journey                                          | Xbox 360                 | 9 octobre 2012    | Lionhead Studios                                          |                 |
| Dance Central 3                                             | Xbox 360                 | 16 octobre 2012   | Harmonix                                                  |                 |
| Mark of the Ninja                                           | Microsoft Windows (GFWL) | 16 octobre 2012   | Klei Entertainment                                        |                 |
| Forza Horizon                                               | Xbox 360                 | 23 octobre 2012   | Playground Games                                          |                 |
| Deadlight                                                   | Microsoft Windows (GFWL) | 25 octobre 2012   | Tequila Works                                             |                 |
| Home Run Stars                                              | Xbox 360 (XBLA)          | 26 octobre 2012   | Smoking Gun Interactive                                   |                 |
| Hydro Thunder Hurricane                                     | Microsoft Windows (GFWL) | 26 octobre 2012   | Vector Unit                                               |                 |
| Reckless Racing Ultimate                                    | Microsoft Windows (GFWL) | 26 octobre 2012   | Pixelbite Games                                           |                 |
| Shuffle Party                                               | Microsoft Windows (GFWL) | 26 octobre 2012   | Babaroga                                                  |                 |
| Toy Soldiers: Cold War                                      | Microsoft Windows (GFWL) | 26 octobre 2012   | Signal Studios                                            |                 |
| Pinball FX 2                                                | Microsoft Windows (GFWL) | 27 octobre 2012   | Zen Studios                                               |                 |
| Halo 4                                                      | Xbox 360                 | 6 novembre 2012   | 343 Industries                                            |                 |
| Ilomilo                                                     | Microsoft Windows (GFWL) | 6 décembre 2012   | Southend Interactive; Microsoft Game Studios              |                 |
| Gunstringer: Dead Man Running                               | Microsoft Windows (GFWL) | 14 décembre 2012  | Other Ocean Interactive                                   |                 |
| Kinect Party                                                | Xbox 360                 | 17 décembre 2012  | Double Fine Productions                                   |                 |
| Skulls of the Shogun                                        | Microsoft Windows (GFWL) | 29 janvier 2013   | 17-BIT                                                    |                 |
| Skulls of the Shogun                                        | Xbox 360 (XBLA)          | 30 janvier 2013   | 17-BIT                                                    |                 |
| Skulls of the Shogun                                        | Windows Phone            | 30 janvier 2013   | 17-BIT                                                    |                 |
| Galactic Reign                                              | Microsoft Windows (GFWL) | 12 mars 2013      | Slant Six Games                                           |                 |
| Galactic Reign                                              | Windows Phone            | 13 mars 2013      | Slant Six Games                                           |                 |
| A World of Keflings                                         | Microsoft Windows (GFWL) | 13 mars 2013      | NinjaBee                                                  |                 |
| Ms. Splosion Man                                            | iOS                      | 28 mars 2013      | Twisted Pixel Games                                       |                 |
| BattleBlock Theater                                         | Xbox 360 (XBLA)          | 3 avril 2013      | The Behemoth                                              |                 |
| Ms. Splosion Man                                            | Microsoft Windows (GFWL) | 3 avril 2013      | Twisted Pixel Games                                       |                 |
| Ms. Splosion Man                                            | Windows Phone            | 3 avril 2013      | Twisted Pixel Games                                       |                 |
| Motocross Madness                                           | Xbox 360 (XBLA)          | 10 avril 2013     | Bongfish                                                  |                 |
| Dust: An Elysian Tail                                       | Microsoft Windows (GFWL) | 24 mai 2013       | Humble Hearts                                             |                 |
| State of Decay                                              | Xbox 360 (XBLA)          | 5 juin 2013       | Undead Labs                                               |                 |
| Halo: Spartan Assault                                       | Microsoft Windows (GFWL) | 18 juillet 2013   | 343 Industries; Vanguard Games                            |                 |
| Halo: Spartan Assault                                       | Windows Phone            | 18 juillet 2013   | 343 Industries; Vanguard Games                            |                 |
| Halo: Spartan Assault                                       | iOS                      | 18 juillet 2013   | 343 Industries; Vanguard Games                            |                 |
| Charlie Murder                                              | Xbox 360 (XBLA)          | 14 août 2013      | Ska Studios                                               |                 |
| Ascend: Hand of Kul                                         | Xbox 360 (XBLA)          | 25 septembre 2013 | Signal Studios                                            |                 |
| State of Decay                                              | Microsoft Windows (GFWL) | 5 novembre 2013   | Undead Labs                                               |                 |
| Dead Rising 3                                               | Xbox One                 | 22 novembre 2013  | Capcom Vancouver                                          |                 |
| Forza Motorsport 5                                          | Xbox One                 | 22 novembre 2013  | Turn 10 Studios                                           |                 |
| Killer Instinct                                             | Xbox One                 | 22 novembre 2013  | Double Helix Games; Iron Galaxy Studios; Rare             |                 |
| LocoCycle                                                   | Xbox One                 | 22 novembre 2013  | Twisted Pixel Games                                       | (dématérialisé) |
| Ryse: Son of Rome                                           | Xbox One                 | 22 novembre 2013  | Crytek                                                    |                 |
| Zoo Tycoon                                                  | Xbox 360                 | 22 novembre 2013  | Frontier Developments                                     |                 |
| Zoo Tycoon                                                  | Xbox One                 | 22 novembre 2013  | Frontier Developments                                     |                 |
| Max: The Curse of Brotherhood                               | Xbox One                 | 20 décembre 2013  | Press Play                                                | (dématérialisé) |
| Halo: Spartan Assault                                       | Xbox One                 | 24 décembre 2013  | 343 Industries; Vanguard Games                            | (dématérialisé) |
| Cold Alley                                                  | Microsoft Windows (GFWL) | 27 décembre 2013  | Revo Solutions Games                                      |                 |
| Halo: Spartan Assault                                       | Xbox 360 (XBLA)          | 31 janvier 2014   | 343 Industries; Vanguard Games                            |                 |
| Fable Anniversary                                           | Xbox 360                 | 7 février 2014    | Lionhead Studios                                          |                 |
| LocoCycle                                                   | Microsoft Windows        | 14 février 2014   | Twisted Pixel Games                                       | (dématérialisé) |
| LocoCycle                                                   | Xbox 360 (XBLA)          | 14 février 2014   | Twisted Pixel Games                                       | (dématérialisé) |
| Kinectimals Unleashed                                       | Microsoft Windows        | 7 mars 2014       | Frontier Developments                                     |                 |
| Hexic                                                       | Microsoft Windows        | 28 mars 2014      | Other Ocean Interactive                                   | (dématérialisé) |
| Kinect Sports Rivals                                        | Xbox One                 | 8 avril 2014      | Rare                                                      |                 |
| Max: The Curse of Brotherhood                               | Microsoft Windows        | 21 mai 2014       | Press Play                                                | (dématérialisé) |
| Max: The Curse of Brotherhood                               | Xbox 360 (XBLA)          | 21 mai 2014       | Press Play                                                | (dématérialisé) |
| Pinball FX 2                                                | Xbox One                 | 12 août 2014      | Zen Studios                                               | (dématérialisé) |
| Tentacles: Enter the Mind                                   | Microsoft Windows        | 20 août 2014      | Press Play                                                |                 |
| Dance Central: Spotlight                                    | Xbox One                 | 2 septembre 2014  | Harmonix                                                  |                 |
| Crimson Dragon                                              | Xbox One                 | 4 septembre 2014  | Grounding Inc                                             | (dématérialisé) |
| Minecraft                                                   | Xbox One                 | 5 septembre 2014  | Mojang; 4J Studios (portage Xbox One)                     |                 |
| Fable Anniversary (remasterisation)                         | Microsoft Windows        | 12 septembre 2014 | Lionhead Studios                                          |                 |
| Age of Empires: Castle Siege                                | Microsoft Windows        | 17 septembre 2014 | Smoking Gun Interactive                                   |                 |
| Age of Empires: Castle Siege                                | Windows Phone            | 17 septembre 2014 | Smoking Gun Interactive                                   |                 |
| D4: Dark Dreams Don't Die                                   | Xbox One                 | 18 septembre 2014 | Access Games                                              | (dématérialisé) |
| Forza Horizon 2                                             | Xbox 360                 | 30 septembre 2014 | Playground Games; Sumo Digital (portage Xbox 360)         |                 |
| Forza Horizon 2                                             | Xbox One                 | 30 septembre 2014 | Playground Games; Sumo Digital (portage Xbox 360)         |                 |
| Project Spark                                               | Microsoft Windows        | 7 octobre 2014    | Team Dakota                                               |                 |
| Project Spark                                               | Xbox One                 | 7 octobre 2014    | Team Dakota                                               |                 |
| Sunset Overdrive                                            | Xbox One                 | 28 octobre 2014   | Insomniac Games                                           |                 |
| Halo: The Master Chief Collection (compilation)             | Xbox One                 | 11 novembre 2014  | 343 Industries                                            |                 |
| Minecraft                                                   | Windows Phone            | 10 décembre 2014  | Mojang                                                    |                 |
| ScreamRide                                                  | Xbox 360                 | 3 mars 2015       | Frontier Developments                                     |                 |
| ScreamRide                                                  | Xbox One                 | 3 mars 2015       | Frontier Developments                                     |                 |
| Ori and the Blind Forest                                    | Microsoft Windows        | 11 mars 2015      | Moon Studios                                              | (dématérialisé) |
| Ori and the Blind Forest                                    | Xbox One                 | 11 mars 2015      | Moon Studios                                              | (dématérialisé) |
| Halo: Spartan Strike                                        | Microsoft Windows        | 16 avril 2015     | 343 Industries; Vanguard Games                            | (dématérialisé) |
| Halo: Spartan Strike                                        | Windows Phone            | 16 avril 2015     | 343 Industries; Vanguard Games                            | (dématérialisé) |
| State of Decay: Year One Survival Edition (remasterisation) | Microsoft Windows        | 28 avril 2015     | Undead Labs                                               |                 |
| State of Decay: Year One Survival Edition (remasterisation) | Xbox One                 | 28 avril 2015     | Undead Labs                                               |                 |
| Age of Empires: Castle Siege                                | iOS                      | 20 mai 2015       | Smoking Gun Interactive                                   |                 |
| Rare Replay (compilation)                                   | Xbox One                 | 4 août 2015       | Rare                                                      |                 |
| Gears of War: Ultimate Edition (remasterisation)            | Xbox One                 | 28 août 2015      | The Coalition                                             |                 |
| Forza Motorsport 6                                          | Xbox One                 | 15 septembre 2015 | Turn 10 Studios                                           |                 |
| Halo 5: Guardians                                           | Xbox One                 | 27 octobre 2015   | 343 Industries                                            |                 |
| Rise of the Tomb Raider                                     | Xbox One                 | 10 novembre 2015  | Crystal Dynamics                                          |                 |
| Rise of the Tomb Raider                                     | Xbox 360                 | 13 novembre 2015  | Crystal Dynamics                                          |                 |
| Killer Instinct                                             | Microsoft Windows        | 27 janvier 2016   | Double Helix Games; Iron Galaxy Studios; Rare             |                 |
| Cobalt                                                      | Microsoft Windows        | 2 février 2016    | Oxeye Game Studio; Fatshark (portage Xbox 360 & Xbox One) | (dématérialisé) |
| Cobalt                                                      | Xbox 360 (XBLA)          | 2 février 2016    | Oxeye Game Studio; Fatshark (portage Xbox 360 & Xbox One) | (dématérialisé) |
| Cobalt                                                      | Xbox One                 | 2 février 2016    | Oxeye Game Studio; Fatshark (portage Xbox 360 & Xbox One) | (dématérialisé) |
| Gears of War: Ultimate Edition (remasterisation)            | Microsoft Windows        | 1er mars 2016     | The Coalition                                             |                 |
| Ori and the Blind Forest: Definitive Edition                | Xbox One                 | 11 mars 2016      | Moon Studios                                              | (dématérialisé) |
| Ori and the Blind Forest: Definitive Edition                | Microsoft Windows        | 27 avril 2016     | Moon Studios                                              | (dématérialisé) |
| Quantum Break                                               | Microsoft Windows        | 5 avril 2016      | Remedy Entertainment                                      |                 |
| Quantum Break                                               | Xbox One                 | 5 avril 2016      | Remedy Entertainment                                      |                 |
| Phantom Dust                                                | Microsoft Windows        | 16 mai 2017       | Code Mystics                                              |                 |
| Phantom Dust                                                | Xbox One                 | 16 mai 2017       | Code Mystics                                              |                 |
| Forza Motorsport 6                                          | Microsoft Windows        | 6 septembre 2016  | Turn 10 Studios                                           |                 |
| Halo 5: Forge                                               | Microsoft Windows        | 8 septembre 2016  | 343 Industries                                            |                 |
| ReCore                                                      | Microsoft Windows        | 16 septembre 2016 | Comcept; Armature Studio; Asobo Studio                    |                 |
| ReCore                                                      | Xbox One                 | 16 septembre 2016 | Comcept; Armature Studio; Asobo Studio                    |                 |
| Killer Instinct: Definitive Edition                         | Xbox One                 | 27 janvier 2016   | Double Helix Games; Iron Galaxy Studios; Rare             |                 |
| Forza Horizon 3                                             | Microsoft Windows        | 27 septembre 2016 | Playground Games                                          |                 |
| Forza Horizon 3                                             | Xbox One                 | 27 septembre 2016 | Playground Games                                          |                 |
| Gears of War 4                                              | Microsoft Windows        | 11 octobre 2016   | The Coalition                                             |                 |
| Gears of War 4                                              | Xbox One                 | 11 octobre 2016   | The Coalition                                             |                 |
| Minecraft                                                   | tvOS                     | 19 décembre 2016  | Mojang                                                    |                 |
| Halo Wars: Definitive Edition (remasterisation)             | Microsoft Windows        | 20 décembre 2016  | Ensemble Studios; 343 Industries                          | (dématérialisé) |
| Halo Wars: Definitive Edition (remasterisation)             | Xbox One                 | 20 décembre 2016  | Ensemble Studios; 343 Industries                          | (dématérialisé) |
| Halo Wars 2                                                 | Microsoft Windows        | 21 février 2017   | 343 Industries                                            |                 |
| Halo Wars 2                                                 | Xbox One                 | 21 février 2017   | 343 Industries                                            |                 |
| Age of Empires: Castle Siege                                | Android                  | 6 avril 2017      | Smoking Gun Interactive                                   |                 |
| ReCore: Definitive Edition                                  | Microsoft Windows        | 29 août 2017      | Comcept; Armature Studio; Asobo Studio                    |                 |
| ReCore: Definitive Edition                                  | Xbox One                 | 29 août 2017      | Comcept; Armature Studio; Asobo Studio                    |                 |
| Forza Motorsport 7                                          | Microsoft Windows        | 3 octobre 2017    | Turn 10 Studios                                           |                 |
| Forza Motorsport 7                                          | Xbox One                 | 3 octobre 2017    | Turn 10 Studios                                           |                 |
| Disneyland Adventures (remasterisation)                     | Microsoft Windows        | 31 octobre 2017   | Asobo Studio                                              |                 |
| Disneyland Adventures (remasterisation)                     | Xbox One                 | 31 octobre 2017   | Asobo Studio                                              |                 |
| Zoo Tycoon: Ultimate Animal Collection (remasterisation)    | Microsoft Windows        | 31 octobre 2017   | Frontier Developments; Asobo Studio                       |                 |
| Zoo Tycoon: Ultimate Animal Collection (remasterisation)    | Xbox One                 | 31 octobre 2017   | Frontier Developments; Asobo Studio                       |                 |
| Age of Empires: Definitive Edition (remake)                 | Microsoft Windows        | 20 février 2018   | Forgotten Empires                                         | (dématérialisé) |
| Sea of Thieves                                              | Microsoft Windows        | 20 mars 2018      | Rare                                                      |                 |
| Sea of Thieves                                              | Xbox One                 | 20 mars 2018      | Rare                                                      |                 |
| Hellblade: Senua's Sacrifice                                | Xbox One                 | 11 avril 2018     | Ninja Theory                                              |                 |
| State of Decay 2                                            | Microsoft Windows        | 22 mai 2018       | Undead Labs                                               |                 |
| State of Decay 2                                            | Xbox One                 | 22 mai 2018       | Undead Labs                                               |                 |
| PlayerUnknown's Battlegrounds                               | Xbox One                 | 4 septembre 2018  | PUBG Corporation                                          |                 |
| Forza Horizon 4                                             | Microsoft Windows        | 8 octobre 2018    | Playground Games                                          |                 |
| Forza Horizon 4                                             | Xbox One                 | 8 octobre 2018    | Playground Games                                          |                 |
| Sunset Overdrive                                            | Microsoft Windows        | 16 novembre 2018  | Insomniac Games; Blind Squirrel Games (portage PC)        |                 |
| Crackdown 3                                                 | Microsoft Windows        | 15 février 2019   | Sumo Digital                                              |                 |
| Crackdown 3                                                 | Xbox One                 | 15 février 2019   | Sumo Digital                                              |                 |
| Minecraft Earth                                             | iOS                      | 16 juillet 2019   | Mojang; Blackbird Interactive                             |                 |
| Minecraft Earth                                             | Android                  |                   | Mojang; Blackbird Interactive                             |                 |
| Gears Pop!                                                  | Microsoft Windows        | 22 août 2019      | The Coalition; Mediatonic                                 | (dématérialisé) |
| Gears Pop!                                                  | iOS                      | 22 août 2019      | The Coalition; Mediatonic                                 | (dématérialisé) |
| Gears Pop!                                                  | Android                  | 22 août 2019      | The Coalition; Mediatonic                                 | (dématérialisé) |
| Gears 5                                                     | Microsoft Windows        | 10 septembre 2019 | The Coalition                                             |                 |
| Gears 5                                                     | Xbox One                 | 10 septembre 2019 | The Coalition                                             |                 |
| Ori and the Blind Forest: Definitive Edition                | Nintendo Switch          | 27 septembre 2019 | Moon Studios                                              |                 |
| Age of Empires II: Definitive Edition (remake)              | Microsoft Windows        | 14 novembre 2019  | Forgotten Empires                                         | (dématérialisé) |
| Halo: The Master Chief Collection (compilation)             | Microsoft Windows        | 3 décembre 2019   | Bungie Studios; 343 Industries                            |                 |

## Années 2020
| Titre                                           | Plate-forme                 | Date de sortie    | Développeur                                   | Editeur                                                      | Notes                           |
| ----------------------------------------------- | --------------------------- | ----------------- | --------------------------------------------- | ------------------------------------------------------------ | ------------------------------- |
| Wasteland (remasterisation)                     | Microsoft Windows           | 25 février 2020   | inXile Entertainment                          | inXile Entertainment; Xbox Game Studios (Microsoft Store)    | (dématérialisé)                 |
| Wasteland (remasterisation)                     | Xbox One                    | 25 février 2020   | inXile Entertainment                          | Xbox Game Studios                                            | (dématérialisé)                 |
| Wasteland (remasterisation)                     | MacOS                       | 25 février 2020   | inXile Entertainment                          | inXile Entertainment                                         | (dématérialisé)                 |
| Wasteland (remasterisation)                     | Linux                       | 25 février 2020   | inXile Entertainment                          | inXile Entertainment                                         | (dématérialisé)                 |
| Ori and the Will of the Wisps                   | Microsoft Windows           | 11 mars 2020      | Moon Studios                                  | Xbox Game Studios                                            |                                 |
| Ori and the Will of the Wisps                   | Xbox One                    | 11 mars 2020      | Moon Studios                                  | Xbox Game Studios                                            |                                 |
| Gears Tactics                                   | Microsoft Windows           | 28 avril 2020     | The Coalition; Splash Damage                  | Xbox Game Studios                                            |                                 |
| Bleeding Edge                                   | Microsoft Windows           | 24 mars 2020      | Ninja Theory                                  | Xbox Game Studios                                            |                                 |
| Bleeding Edge                                   | Xbox One                    | 24 mars 2020      | Ninja Theory                                  | Xbox Game Studios                                            |                                 |
| Minecraft Dungeons                              | Microsoft Windows           | 26 mai 2020       | Mojang Studios; Double Eleven                 | Xbox Game Studios                                            |                                 |
| Minecraft Dungeons                              | Xbox One                    | 26 mai 2020       | Mojang Studios; Double Eleven                 | Xbox Game Studios                                            |                                 |
| Minecraft Dungeons                              | PlayStation 4               | 26 mai 2020       | Mojang Studios; Double Eleven                 | Xbox Game Studios                                            |                                 |
| Minecraft Dungeons                              | Nintendo Switch             | 26 mai 2020       | Mojang Studios; Double Eleven                 | Xbox Game Studios                                            |                                 |
| The Bard's Tale (remasterisation)               | Microsoft Windows           | 18 juin 2020      | inXile Entertainment                          | inXile Entertainment; Xbox Game Studios (Microsoft Store)    | (dématérialisé)                 |
| The Bard's Tale (remasterisation)               | Xbox One                    | 18 juin 2020      | inXile Entertainment                          | Xbox Game Studios                                            | (dématérialisé)                 |
| The Bard's Tale (remasterisation)               | Nintendo Switch             | 18 juin 2020      | inXile Entertainment                          | inXile Entertainment                                         | (dématérialisé)                 |
| Grounded (accès anticipé)                       | Microsoft Windows           | 28 juillet 2020   | Obsidian Entertainment                        | Xbox Game Studios                                            | (dématérialisé)                 |
| Grounded (accès anticipé)                       | Xbox One                    | 28 juillet 2020   | Obsidian Entertainment                        | Xbox Game Studios                                            | (dématérialisé)                 |
| Microsoft Flight Simulator                      | Microsoft Windows           | 18 août 2020      | Asobo Studio                                  | Xbox Game Studios                                            |                                 |
| Battletoads                                     | Microsoft Windows           | 20 août 2020      | Rare; Dlala Studios                           | Xbox Game Studios                                            | (dématérialisé)                 |
| Battletoads                                     | Xbox One                    | 20 août 2020      | Rare; Dlala Studios                           | Xbox Game Studios                                            | (dématérialisé)                 |
| Tell Me Why                                     | Microsoft Windows           | 27 août 2020      | Dontnod Entertainment                         | Xbox Game Studios                                            | (dématérialisé)                 |
| Tell Me Why                                     | Xbox One                    | 27 août 2020      | Dontnod Entertainment                         | Xbox Game Studios                                            | (dématérialisé)                 |
| Ori and the Will of the Wisps                   | Nintendo Switch             | 17 septembre 2020 | Moon Studios                                  | Xbox Game Studios                                            |                                 |
| Age of Empires III: Definitive Edition (remake) | Microsoft Windows           | 15 octobre 2020   | Tantalus Media; Forgotten Empires             | Xbox Game Studios                                            | (dématérialisé)                 |
| Day of the Tentacle (remasterisation)           | Microsoft Windows           | 29 octobre 2020   | Double Fine Productions                       | Double Fine Productions; Xbox Game Studios (Microsoft Store) | (dématérialisé)                 |
| Day of the Tentacle (remasterisation)           | Xbox One                    | 29 octobre 2020   | Double Fine Productions                       | Xbox Game Studios                                            | (dématérialisé)                 |
| Full Throttle (remasterisation)                 | Microsoft Windows           | 29 octobre 2020   | Double Fine Productions                       | Double Fine Productions; Xbox Game Studios (Microsoft Store) | (dématérialisé)                 |
| Full Throttle (remasterisation)                 | Xbox One                    | 29 octobre 2020   | Double Fine Productions                       | Xbox Game Studios                                            | (dématérialisé)                 |
| Grim Fandango (remasterisation)                 | Microsoft Windows           | 29 octobre 2020   | Double Fine Productions                       | Double Fine Productions; Xbox Game Studios (Microsoft Store) | (dématérialisé)                 |
| Grim Fandango (remasterisation)                 | Xbox One                    | 29 octobre 2020   | Double Fine Productions                       | Xbox Game Studios                                            | (dématérialisé)                 |
| Forza Horizon 3                                 | Xbox Series (mise à niveau) | 10 novembre 2020  | Playground Games                              | Xbox Game Studios                                            |                                 |
| Forza Horizon 4                                 | Xbox Series (mise à niveau) | 10 novembre 2020  | Playground Games                              | Xbox Game Studios                                            |                                 |
| Gears Tactics                                   | Xbox One                    | 10 novembre 2020  | The Coalition; Splash Damage                  | Xbox Game Studios                                            |                                 |
| Gears Tactics                                   | Xbox Series                 | 10 novembre 2020  | The Coalition; Splash Damage                  | Xbox Game Studios                                            |                                 |
| Gears 5                                         | Xbox Series (mise à niveau) | 10 novembre 2020  | The Coalition                                 | Xbox Game Studios                                            |                                 |
| Ori and the Will of the Wisps                   | Xbox Series (mise à niveau) | 10 novembre 2020  | Moon Studios                                  | Xbox Game Studios                                            |                                 |
| Sea of Thieves                                  | Xbox Series (mise à niveau) | 10 novembre 2020  | Rare                                          | Xbox Game Studios                                            |                                 |
| State of Decay 2                                | Xbox Series (mise à niveau) | 10 novembre 2020  | Undead Labs                                   | Xbox Game Studios                                            |                                 |
| Halo: The Master Chief Collection (compilation) | Xbox Series (mise à niveau) | 17 novembre 2020  | Bungie Studios; 343 Industries                | Xbox Game Studios                                            |                                 |
| Microsoft Flight Simulator                      | Xbox Series                 | 27 juillet 2021   | Asobo Studio                                  | Xbox Game Studios                                            |                                 |
| Hellblade: Senua's Sacrifice                    | Xbox Series (mise à niveau) | 9 aout 2021       | Ninja Theory                                  | Xbox Game Studios                                            |                                 |
| Psychonauts 2                                   | Microsoft Windows           | 25 aout 2021      | Double Fine Productions                       | Xbox Game Studios                                            |                                 |
| Psychonauts 2                                   | Xbox One                    | 25 aout 2021      | Double Fine Productions                       | Xbox Game Studios                                            |                                 |
| Psychonauts 2                                   | Xbox Series                 | 25 aout 2021      | Double Fine Productions                       | Xbox Game Studios                                            |                                 |
| Psychonauts 2                                   | Playstation 4               | 25 aout 2021      | Double Fine Productions                       | Xbox Game Studios                                            |                                 |
| Age of Empires IV                               | Microsoft Windows           | 28 octobre 2021   | Relic Entertainment; World's Edge             | Xbox Game Studios                                            |                                 |
| Forza Horizon 5                                 | Microsoft Windows           | 9 novembre 2021   | Playground Games                              | Xbox Game Studios                                            |                                 |
| Forza Horizon 5                                 | Xbox One                    | 9 novembre 2021   | Playground Games                              | Xbox Game Studios                                            |                                 |
| Forza Horizon 5                                 | Xbox Series                 | 9 novembre 2021   | Playground Games                              | Xbox Game Studios                                            |                                 |
| Halo Infinite                                   | Microsoft Windows           | 8 décembre 2021   | 343 Industries                                | Xbox Game Studios                                            |                                 |
| Halo Infinite                                   | Xbox One                    | 8 décembre 2021   | 343 Industries                                | Xbox Game Studios                                            |                                 |
| Halo Infinite                                   | Xbox Series                 | 8 décembre 2021   | 343 Industries                                | Xbox Game Studios                                            |                                 |
| As Dusk Falls                                   | Microsoft Windows           | 19 juillet 2022   | INTERIOR/NIGHT                                | Xbox Game Studios                                            | (dématérialisé)                 |
| As Dusk Falls                                   | Xbox One                    | 19 juillet 2022   | INTERIOR/NIGHT                                | Xbox Game Studios                                            | (dématérialisé)                 |
| As Dusk Falls                                   | Xbox Series                 | 19 juillet 2022   | INTERIOR/NIGHT                                | Xbox Game Studios                                            | (dématérialisé)                 |
| Grounded                                        | Microsoft Windows           | 27 septembre 2022 | Obsidian Entertainment                        | Xbox Game Studios                                            | (dématérialisé)                 |
| Grounded                                        | Xbox One                    | 27 septembre 2022 | Obsidian Entertainment                        | Xbox Game Studios                                            | (dématérialisé)                 |
| Grounded                                        | Xbox Series                 | 27 septembre 2022 | Obsidian Entertainment                        | Xbox Game Studios                                            | (dématérialisé)                 |
| Pentiment                                       | Microsoft Windows           | 15 novembre 2022  | Obsidian Entertainment                        | Xbox Game Studios                                            | (dématérialisé)                 |
| Pentiment                                       | Xbox One                    | 15 novembre 2022  | Obsidian Entertainment                        | Xbox Game Studios                                            | (dématérialisé)                 |
| Pentiment                                       | Xbox Series                 | 15 novembre 2022  | Obsidian Entertainment                        | Xbox Game Studios                                            | (dématérialisé)                 |
| Hi-Fi Rush                                      | Microsoft Windows           | 25 janvier 2023   | Tango Gameworks                               | Bethesda Softworks                                           | (dématérialisé)                 |
| Hi-Fi Rush                                      | Xbox Series                 | 25 janvier 2023   | Tango Gameworks                               | Bethesda Softworks                                           | (dématérialisé)                 |
| Age of Empires II: Definitive Edition (remake)  | Xbox One                    | 31 janvier 2023   | Forgotten Empires                             | Xbox Game Studios                                            | (dématérialisé)                 |
| Age of Empires II: Definitive Edition (remake)  | Xbox Series                 | 31 janvier 2023   | Forgotten Empires                             | Xbox Game Studios                                            | (dématérialisé)                 |
| Redfall                                         | Microsoft Windows           | 2 mai 2023        | Arkane Austin                                 | Bethesda Softworks                                           |                                 |
| Redfall                                         | Xbox Series                 | 2 mai 2023        | Arkane Austin                                 | Bethesda Softworks                                           |                                 |
| Minecraft                                       | ChromeOS                    | 8 juin 2023       | Mojang                                        | Xbox Game Studios                                            |                                 |
| Age of Empires IV                               | Xbox One                    | 22 aout 2023      | Relic Entertainment; World's Edge             | Xbox Game Studios                                            | (dématérialisé)                 |
| Age of Empires IV                               | Xbox Series                 | 22 aout 2023      | Relic Entertainment; World's Edge             | Xbox Game Studios                                            | (dématérialisé)                 |
| Starfield                                       | Microsoft Windows           | 6 septembre 2023  | Bethesda Game Studios                         | Bethesda Softworks                                           |                                 |
| Starfield                                       | Xbox Series                 | 6 septembre 2023  | Bethesda Game Studios                         | Bethesda Softworks                                           |                                 |
| Forza Motorsport                                | Microsoft Windows           | 10 octobre 2023   | Turn 10                                       | Xbox Game Studios                                            |                                 |
| Forza Motorsport                                | Xbox Series                 | 10 octobre 2023   | Turn 10                                       | Xbox Game Studios                                            |                                 |
| Killer Instinct                                 | Xbox Series (mise à niveau) | 28 novembre 2023  | Double Helix Games; Iron Galaxy Studios; Rare | Xbox Game Studios                                            |                                 |
| Pentiment                                       | Playstation 4               | 22 février 2024   | Obsidian Entertainment                        | Xbox Game Studios                                            |                                 |
| Pentiment                                       | Playstation 5               | 22 février 2024   | Obsidian Entertainment                        | Xbox Game Studios                                            |                                 |
| Pentiment                                       | Nintendo Switch             | 22 février 2024   | Obsidian Entertainment                        | Xbox Game Studios                                            |                                 |
| Hi-Fi Rush                                      | Playstation 5               | 19 mars 2024      | Tango Gameworks                               | Bethesda Softworks                                           |                                 |
| Grounded                                        | Playstation 4               | 16 avril 2024     | Obsidian Entertainment                        | Xbox Game Studios                                            |                                 |
| Grounded                                        | Playstation 5               | 16 avril 2024     | Obsidian Entertainment                        | Xbox Game Studios                                            |                                 |
| Grounded                                        | Nintendo Switch             | 16 avril 2024     | Obsidian Entertainment                        | Xbox Game Studios                                            |                                 |
| Sea of Thieves                                  | Playstation 5               | 30 avril 2024     | Rare                                          | Xbox Game Studios                                            |                                 |
| Senua's Saga: Hellblade II                      | Microsoft Windows           | 21 mai 2024       | Ninja Theory                                  | Xbox Game Studios                                            | (dématérialisé)                 |
| Senua's Saga: Hellblade II                      | Xbox Series                 | 21 mai 2024       | Ninja Theory                                  | Xbox Game Studios                                            | (dématérialisé)                 |
| Psychonauts 2                                   | MacOS                       | 24 mai 2024       | Double Fine Productions                       | Xbox Game Studios                                            |                                 |
| Psychonauts 2                                   | Linux                       | 24 mai 2024       | Double Fine Productions                       | Xbox Game Studios                                            |                                 |
| Age of Mythology: Retold (remake)               | Microsoft Windows           | 4 septembre 2024  | World's Edge                                  | Xbox Game Studios                                            |                                 |
| Age of Mythology: Retold (remake)               | Xbox Series                 | 4 septembre 2024  | World's Edge                                  | Xbox Game Studios                                            |                                 |
| Towerborne (accès anticipé)                     | Microsoft Windows           | 10 septembre 2024 | Stoic Studio                                  | Xbox Game Studios                                            |                                 |
| Ara: History Untold                             | Microsoft Windows           | 24 septembre 2024 | Oxide Games                                   | Xbox Game Studios                                            |                                 |
| Age of Empires Mobile                           | IOS                         | 17 octobre 2024   | World's Edge; TiMi Studios                    | Xbox Game Studios                                            |                                 |
| Age of Empires Mobile                           | Android                     | 17 octobre 2024   | World's Edge; TiMi Studios                    | Xbox Game Studios                                            |                                 |
| Call of Duty: Black Ops 6                       | Microsoft Windows           | 25 octobre 2024   | Treyarch; Raven Software                      | Activision Blizzard                                          |                                 |
| Call of Duty: Black Ops 6                       | Xbox Series                 | 25 octobre 2024   | Treyarch; Raven Software                      | Activision Blizzard                                          |                                 |
| Call of Duty: Black Ops 6                       | Playstation 5               | 25 octobre 2024   | Treyarch; Raven Software                      | Activision Blizzard                                          |                                 |
| Microsoft Flight Simulator 2024                 | Microsoft Windows           | 19 novembre 2024  | Asobo Studio                                  | Xbox Game Studios                                            | (dématérialisé)                 |
| Microsoft Flight Simulator 2024                 | Xbox Series                 | 19 novembre 2024  | Asobo Studio                                  | Xbox Game Studios                                            | (dématérialisé)                 |
| Indiana Jones et le Cercle ancien               | Microsoft Windows           | 9 décembre 2024   | MachineGames                                  | Bethesda Softworks                                           |                                 |
| Indiana Jones et le Cercle ancien               | Xbox Series                 | 9 décembre 2024   | MachineGames                                  | Bethesda Softworks                                           |                                 |
| Avowed                                          | Microsoft Windows           | 18 février 2025   | Obsidian Entertainment                        | Xbox Game Studios                                            | (date de sortie prévisionnelle) |
| Avowed                                          | Xbox Series                 | 18 février 2025   | Obsidian Entertainment                        | Xbox Game Studios                                            | (date de sortie prévisionnelle) |
| Doom: The Dark Ages                             | Microsoft Windows           | 15 mai 2025       | Id Software                                   | Bethesda Softworks                                           |                                 |
| Doom: The Dark Ages                             | Xbox Series                 | 15 mai 2025       | Id Software                                   | Bethesda Softworks                                           |                                 |
| Doom: The Dark Ages                             | Playstation 5               | 15 mai 2025       | Id Software                                   | Bethesda Softworks                                           |                                 |

## Jeux confirmés
| Titre                             | Plate-forme       | Date de sortie | Développeur                      | Editeur            |
| --------------------------------- | ----------------- | -------------- | -------------------------------- | ------------------ |
| Fable                             | Microsoft Windows | 2025           | Playground Games                 | Xbox Game Studios  |
| Fable                             | Xbox Series       | 2025           | Playground Games                 | Xbox Game Studios  |
| Indiana Jones et le Cercle ancien | Playstation 5     | 2025           | MachineGames                     | Bethesda Softworks |
| South of Midnight                 | Microsoft Windows | 2025           | Compulsion Games                 | Xbox Game Studios  |
| South of Midnight                 | Xbox Series       | 2025           | Compulsion Games                 | Xbox Game Studios  |
| The Outer Worlds 2                | Microsoft Windows | 2025           | Obsidian Entertainment           | Xbox Game Studios  |
| The Outer Worlds 2                | Xbox Series       | 2025           | Obsidian Entertainment           | Xbox Game Studios  |
| The Outer Worlds 2                | Playstation 5     | 2025           | Obsidian Entertainment           | Xbox Game Studios  |
| Towerborne                        | Microsoft Windows | 2025           | Stoic Studio                     | Xbox Game Studios  |
| Towerborne                        | Xbox Series       | 2025           | Stoic Studio                     | Xbox Game Studios  |
| Clockwork Revolution              | Microsoft Windows | NC             | inXile Entertainment             | Xbox Game Studios  |
| Clockwork Revolution              | Xbox Series       | NC             | inXile Entertainment             | Xbox Game Studios  |
| Everwild                          | Microsoft Windows | NC             | Rare                             | Xbox Game Studios  |
| Everwild                          | Xbox Series       | NC             | Rare                             | Xbox Game Studios  |
| Perfect Dark                      | Microsoft Windows | NC             | The Initiative; Crystal Dynamics | Xbox Game Studios  |
| Perfect Dark                      | Xbox Series       | NC             | The Initiative; Crystal Dynamics | Xbox Game Studios  |
| State of Decay 3                  | Microsoft Windows | NC             | Undead Labs                      | Xbox Game Studios  |
| State of Decay 3                  | Xbox Series       | NC             | Undead Labs                      | Xbox Game Studios  |
| Contraband                        | NC                | NC             | Avalanche Studios                | Xbox Game Studios  |
| Gears of War: E-Day               | NC                | NC             | The Coalition                    | Xbox Game Studios  |
| Marvel's Blade                    | NC                | NC             | Arkane Studios                   | Bethesda Softworks |
| OD                                | NC                | NC             | Kojima Productions               | Xbox Game Studios  |
| Project: Dragon                   | NC                | NC             | IO Interactive                   | Xbox Game Studios  |
| Project: Kestrel                  | NC                | NC             | ZeniMax Online Studios           | Bethesda Softworks |
| Project: Mara                     | NC                | NC             | Ninja Theory                     | Xbox Game Studios  |
| Project: Maverick                 | NC                | NC             | People Can Fly                   | Xbox Game Studios  |
| Project: Shaolin                  | NC                | NC             | Brass Lion Entertainment         | Xbox Game Studios  |
| Project: Suerte                   | NC                | NC             | Certain Affinity                 | Xbox Game Studios  |
| The Elder Scrolls VI              | NC                | NC             | Bethesda Game Studios            | Bethesda Softworks |
| The Insight Project               | NC                | NC             | Ninja Theory                     | Xbox Game Studios  |